# Cocco Bill (serie animata)
Cocco Bill è una serie televisiva a disegni animati, prodotta nel 2000 dalla De Mas & Partners in coproduzione con la RAI Radiotelevisione Italiana, ispirata al famoso personaggio e ai suoi fumetti creati da Benito Jacovitti; ne sono state prodotte quattro stagioni per un totale di 104 episodi, ciascuno della durata di tredici minuti. La seconda stagione è del 2004.
La serie e' basata sul film del 1965 West and Soda del disegnatore Bruno Bozzetto.
Le due stagioni sono riconoscibili dalla sigla iniziale, che presenta due differenti montaggi: quella della prima stagione è una sequenza appositamente realizzata, mentre quella della seconda stagione è formata inizialmente da spezzoni di puntate della prima stagione, riprendendo finalmente la sequenza primaria; la sigla finale è invece la medesima per entrambe le stagioni (nella scena finale della sigla si vede quest'ultimo che per poter dormire in pace spara alla luna, essa passerà dal colore bianco a quello nero).

## Sinossi e differenze con il fumetto
Nel fumetto il cattivo Bunz Barabunz non ha un ruolo così importante, quasi esclusivo; e la violenza volutamente ridicola delle strisce è solo in parte trasposta nella serie animata. Nessun personaggio, eccettuato Bunz Barabunz, usa fumare; le frequentissime sparatorie non sfociano mai in danneggiamenti per qualche personaggio; i personaggi colpiti da pallottole appaiono semplicemente pieni di buchi e vengono mandati dal gommista per farsi rattoppare.
In particolare le sparatorie sono prive di qualsiasi realismo: i personaggi non mirano quasi mai, sparando spesso a casaccio, né badano a starsene riparati; le pistole non terminano mai o quasi i proiettili (ma può capitare che prendano il raffreddore), e quando le sparatorie sono particolarmente veementi sembra quasi che mosche e non piombo sfreccino per la sala.
Si tratta di un tipo di western dall'impronta fortemente umoristica e priva di qualsiasi verosimiglianza con la realtà della conquista dell'ovest, approccio comune sia al fumetto che al cartone animato.
Rimane intatto ed esaltato anche il rapporto che Jacovitti aveva con i suoi elementi decorativi: abbondano infatti salami, vermi, piedi con la faccia, ed altre assurde creature ancora inventate ex novo. Queste creature estemporanee, che non interferiscono mai nello svolgimento della trama limitandosi a parlare con qualche personaggio, sono però protagoniste di numerosi siparietti comici, con scambi di battute, commenti e giochi di parole.

## Personaggi principali e doppiatori
Buoni
- Cocco Bill - Velocissimo pistolero dalla mira infallibile e dal fiuto per i criminali. Rimprovera sempre al suo cavallo parlante Trottalemme di non sapersene stare zitto. Quando può non manca mai di farsi una buona tazza di camomilla al saloon, a casa, in ogni luogo. È fidanzato con la bella Osusanna ma tenacemente deciso a non sposarla, per non perdere la propria libertà; la incontra molto spesso, o perché si ferma a mangiare a casa sua, o perché si mette nei guai; i loro rapporti sono improntati alla morigeratezza e alla formalità d'altri tempi, tanto che i due si danno del voi reciprocamente. Spessissimo si ritrova a sventare gli atroci piani del maligno Bunz Barabunz. È doppiato da Enrico Maggi.
- Trottalemme - Il cavallo di Cocco Bill è dotato di favella e parla spessissimo; quasi ogni volta però viene rimproverato da Cocco, perché: i cavalli non parlano... tranne quando il loro padrone ha bisogno di parlare con qualcuno. Trottalemme non si limita a fare il cavallo e a parlare a sproposito, ma si rende utile in tanti altri modi, imbracciando armi, caricando le stesse, tenendosi informato leggendo libri e opuscoli. Come Cocco è ghiotto di camomilla, Trottalemme è ghiotto di spaghetti in fricassea (mentre nel fumetto banchettava ad avena e camomilla). È doppiato da Raffaele Fallica.
- Osusanna Iloveyou - L'eterna fidanzata del prode pistolero. È una donna molto colta, lavora spesso come insegnante elementare e la sua cultura sembra inesauribile. Osusanna difetta di abilità nei lavori a maglia, ed ha un carattere molto deciso e quasi femminista. Il suo lavoro la porta a spostarsi molto spesso, e perciò finisce frequentemente nei guai, fra capi indiani che vogliono sposarla o banditi che vogliono imparare la grammatica. La sua apparizione fa spesso da preludio ad un momento romantico, accompagnato dal suo motivo musicale dalle parole: O-o-o-Osusanna... I-i-i-Iloveyou. È doppiata da Silvana Fantini.
- Flik & Flok - Coppia di sceriffi gemelli che agiscono sempre all'unisono e si rubano la parola a vicenda; capita molto di rado che abbiano discussioni fra loro.
- Waterfood  - Sceriffo di buona volontà ma un po' svogliato; tiene sempre i piedi immersi in una tinozza d'acqua che non abbandona mai, e se deve spostarsi saltella. Spesso conserva nella tinozza anche documenti, che per questo motivo sbiadiscono fino a diventare quasi illeggibili.

Cattivi
- Bunz Barabunz - Il cattivo più ricorrente della serie, così brutto e, da buon fumatore incallito, puzzolente, è un criminale matricolato, dall'indole incorreggibile. I suoi fantasiosi piani di arricchimento vengono però sempre smontati da Cocco Bill, che lo manda ogni volta in prigione. È doppiato da Guido Ruberto.
- Mr. Goodkiller - Feroce pistolero, braccio destro di Bunz, dal volto verde e cadaverico, soprannominato più volte da Coccobill e gli altri personaggi "il beccamorto".
- Kuknass Brothers - Famiglia di sette pistoleri, ognuno vestito di un colore differente, tranne due che sono entrambi in nero e vestiti da musicisti blues (mentre nel fumetto ve ne era uno nero e uno marrone); lavorano come banditi, assassini, cacciatori di taglie e per chiunque sia disposto a pagarli profumatamente. Spesso dicono tutti in coro "Che ideona!". Nell'episodio "Cocco Bill Sette per due" vengono rilasciati per buona condotta e aiutano Cocco Bill a catturare il Mucchio Selvaggio.
- Bob la Mossa - Funzionario statale corrotto spesso al soldo di Bunz Barabunz; Bob si chiama "la mossa" perché sa eseguire una perfetta mossa napoletana, nonostante sia un uomo.
- Every Mad - Un bandito pazzo e ignorantissimo; ruba ogni genere di cose (treni, maestrine...) anche inutili, e si trova a suo agio nell'ideare piani pazzeschi con la sua banda, oppure insieme a Bunz Barabunz. È doppiato da Claudio Moneta.
- Lamamma - Non si tratta di una dolce signora, ma di un bandito brutto e feroce, con una barbaccia da Mangiafuoco; collabora spesso con Bunz Barabunz.
- Biss Kroma: Pianista datosi al crimine, un tempo era chiamato "Biss Kroma il pianista tutta chioma" per via dei suoi folti capelli, fino a quando il fuorilegge Gnak la camorra gli ha sparato a bruciapelo (letteralmente), rendendolo completamente calvo. Forma una banda assieme ai due sicari: Tam Bur e Drinkt Drankt.
- Calamity Lola - È una "pasticcera del Nevraska, specializzata in cannoncini ripieni di piombo".[1] Lola è una bionda fatale, bella e pericolosa, che sa maneggiare la frusta e sparare bene come sa cucinare torte.

## Episodi

### Prima stagione (2001)
| nº | Titolo                                |
| -- | ------------------------------------- |
| 1  | Cocco augh!                           |
| 2  | Cocco Bill volissimevolmente          |
| 3  | Un Cocco, due pistole, una culla.     |
| 4  | Cocco Bill e l'angelo custode         |
| 5  | Kokko tra Muntek e Kapulet            |
| 6  | Cocco Bill sulle rotaie               |
| 7  | Cocco Bill fa sette più               |
| 8  | Cocco Bill contro chissà              |
| 9  | Coccobilliput                         |
| 10 | Il corsaro Cocco Bill                 |
| 11 | Coccodriiin!                          |
| 12 | Cocco Bill Kamomill                   |
| 13 | Cocco Bill controcorrente             |
| 14 | Il Cocco bello, il brutto, il cattivo |
| 15 | Cocco Bill sette per due              |
| 16 | Doppio Cocco                          |
| 17 | Cocco Bill e i fantasmoni             |
| 18 | Ugh! Ugh! Cocco Bill                  |
| 19 | Cocco Bill senz'ombra                 |
| 20 | Coccochristmas                        |
| 21 | Cocco Bill Queen Puma                 |
| 22 | Cocco Bill catastrofi                 |
| 23 | Cocco Bill tesoro                     |
| 24 | Cocco Bill fa coccodè                 |
| 25 | Sheriffo Cocco Bill                   |
| 26 | Cocco Bill a Babylon City             |
| 27 | Que viva Cocco!                       |
| 28 | Cocco Bill e il cocco di papà         |
| 29 | Cocco Bill Crossing                   |
| 30 | Cocco Ufo                             |
| 31 | Cocco Bill ritorna al futuro          |
| 32 | Cocco Bill e i morti ridenti          |
| 33 | Cocco Bill nelle miniere              |
| 34 | Cocco Bill e le carovane scomparse    |
| 35 | Cocco Bill e l'asso nella manica      |
| 36 | Cocco Bill Jurassic                   |
| 37 | Cocco Bill e il figlio di Moby Dick   |
| 38 | Cocco Bum!                            |
| 39 | Cocco Bill e il Videogioco            |
| 40 | La nonna                              |
| 41 | Cocco Bill e la smemomilla            |
| 42 | Cocco Bill e il mostro del lago       |
| 43 | Cocco Bill e le taglie sporche        |
| 44 | Cocco Thriller: la parola alla difesa |
| 45 | Cocco Bill e la grande corsa          |
| 46 | Cocco Bill balla con gli orsi         |
| 47 | Cocco Bill a Fort Apache              |
| 48 | Per favore non mordermi sul Cocco     |
| 49 | Cocco Bill contro il clown            |
| 50 | Questo pazzo, pazzo, pazzo Cocco      |
| 51 | Cocco Bill e il lupo cattivo          |
| 52 | Cocco Bill nell'aldiquà               |

### Seconda stagione (2004)
| nº  | Titolo                              |
| --- | ----------------------------------- |
| 53  | Cocco e la piccola peste            |
| 54  | Cocco Hood                          |
| 55  | Cocco ciambella                     |
| 56  | Cocco spot                          |
| 57  | Cocco camping                       |
| 58  | Cocco e il fantasma dell'opera      |
| 59  | Cocco e l'adorabile vecchietta      |
| 60  | Mani cocco Cocco Bill               |
| 61  | Spy Cocco Bill                      |
| 62  | Uffa, Cocco Bill                    |
| 63  | Cocco e il bunz invisibile          |
| 64  | Cocco Glub                          |
| 65  | Cocco Bill contro Cocco Bill        |
| 66  | Cocco Bill ha detto sì              |
| 67  | Cocco e il piccolo mago             |
| 68  | Cocco Zelig                         |
| 69  | Cocco contro il Topo                |
| 70  | Mondo pistola Cocco Bill            |
| 71  | Crocodile Cocco Bill                |
| 72  | Cocco Bill e Lady Bunz              |
| 73  | Cocco e la finestra sul West        |
| 74  | Cocco Bill e i polli brillanti      |
| 75  | Cocco Bill e il fuggiasco           |
| 76  | Rocky Cocco                         |
| 77  | Cocco al centro della terra         |
| 78  | Cocco accadde domani                |
| 79  | Cocco Bill e la maschera indiana    |
| 80  | Cocco Crusoe                        |
| 81  | Trottalemme superstar               |
| 82  | Supercocco e Terminator             |
| 83  | Cocco, la spada e la faina          |
| 84  | Cocco stangata                      |
| 85  | Un Cocco chiamato asinello          |
| 86  | Cocco Bill e i dobloni              |
| 87  | Cocco contro il trio                |
| 88  | Ombre grosse Cocco Bill             |
| 89  | Cocco e il genio ribelle            |
| 90  | Cocco Bill e la mummia              |
| 91  | Silent Cocco                        |
| 92  | Cocco e il falsario                 |
| 93  | Cocco Bill e lo sceicco             |
| 94  | No buono Cocco Bill                 |
| 95  | Cocco e la cena delle beffe         |
| 96  | Cocco Bill e il predicatore         |
| 97  | Cocco e il Bunz addormentato        |
| 98  | Cocco Bill e l'ingranaggio          |
| 99  | Cocco contro Mandracchio            |
| 100 | Cocco Bill a Villa Serena           |
| 101 | Cocco Bill protezione testimoni     |
| 102 | Cocco duel                          |
| 103 | Cocco e il tacchino dei Baskerville |
| 104 | La crociera di Cocco Bill           |

## Doppiaggio
| Personaggio       | Doppiatore                                                                                                |
| ----------------- | --- |
| Cocco Bill        | Enrico Maggi                                                                                              |
| Trottalemme       | Raffaele Fallica                                                                                          |
| Osusanna Iloveyou | Silvana Fantini                                                                                           |
| Bunz Barabunz     | Guido Ruberto                                                                                             |
| Clown             | Claudio Moneta                                                                                            |
| Matto             | Claudio Moneta                                                                                            |
| Mr. Godkiller     | Antonio Paiola                                                                                            |
| Sceriffo Fantasma | Marco Balzarotti                                                                                          |
| Dottore           | Marco Balzarotti                                                                                          |
| Narratore         | Guido Ruberto Marco Balzarotti                                                                            |
| Voci varie        | Marco Balzarotti Mario Zucca Claudio Moneta Luca Bottale Daniele Valenti Gianni Quillico Mario Scarabelli |

1. ↑  Citazione del personaggio nell'episodio: Cocco Bill e l'Anima Gemella.